# Баньореджо
Баньореджо (італ. Bagnoregio) — муніципалітет в Італії, у регіоні Лаціо,  провінція Вітербо.
Баньореджо розташоване на відстані близько 90 км на північ від Рима, 24 км на північ від Вітербо. 

## Історія

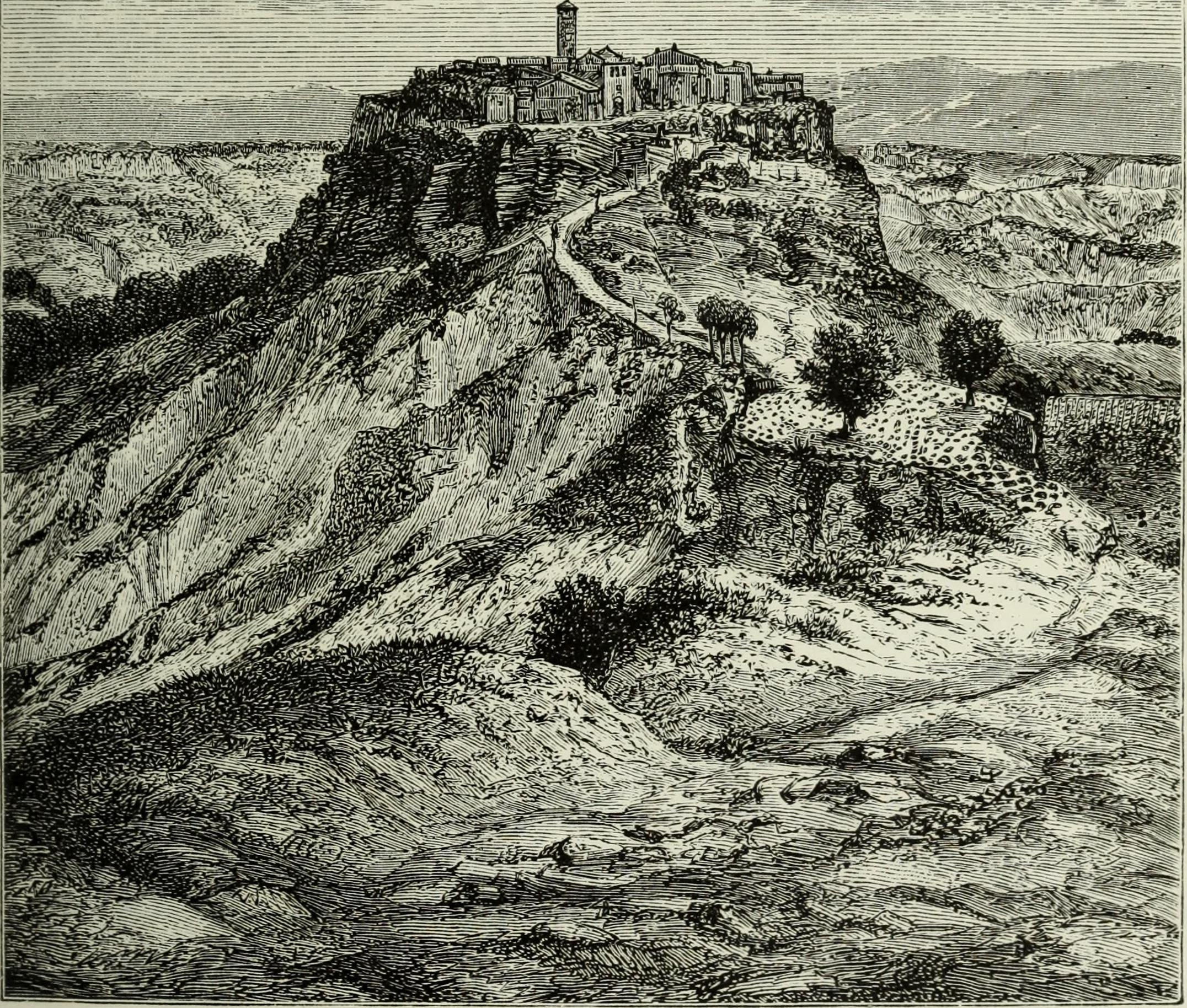
Вид міста у 1878 р

Сучасне поселення розташоване біля давнього укріпленого гірського міста, заснованого етрусками 2500 років тому, відомого під назвами Novempagi, Balneum Regium, що у середньовіччі трансформувалося у Bagnorea, а згодом у Bagnoregio.
Місто було окуповане кілька разів остготами та ломбардами у 6-9 ст. 
Людовик I Благочестивий додав місто до Папської держави у 882 р.
В місті була розташована римсько-католицька єпархія. У 1986 р була передана у Вітербо зі смертю останнього єпископа. 
В результаті ерозії гори місто зменшується і зрештою занепадає. Її жителі переселяються на територію сучасного Баньореджо. Місто називають італ. La città che muore - вмираюче місто. 
Інтерес до Баньореджо пожвавився з розвитком туризму.

## Відомі особи
У місті в  1221 р. народився філософ Бонавентура. Його будинок обвалився в результаті ерозії гори.

## Демографія
Населення за роками:

Станом на 1 січня 2023 року в муніципалітеті офіційно проживало 318 іноземців з 48 країн, серед них 153 громадяни країн Євросоюзу та 20 громадян України.

## Транспорт
Раніше товари до старого міста доставлялися на віслюках. У 1962 році було збудовано міст, по якому можна зайти на гору пішки.
До міста ходить автобус з станцій Орв'єто, Монтефьясконе та Вітербо.

## Сусідні муніципалітети
- Больсена
- Кастільйоне-ін-Теверина
- Челлено
- Чивітелла-д'Альяно
- Лубріано
- Монтефьясконе
- Орв'єто
- Вітербо

## Галерея

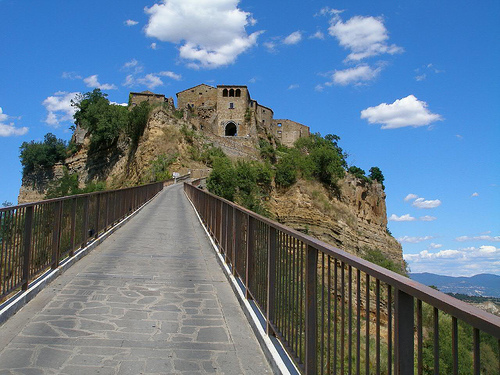
Міст
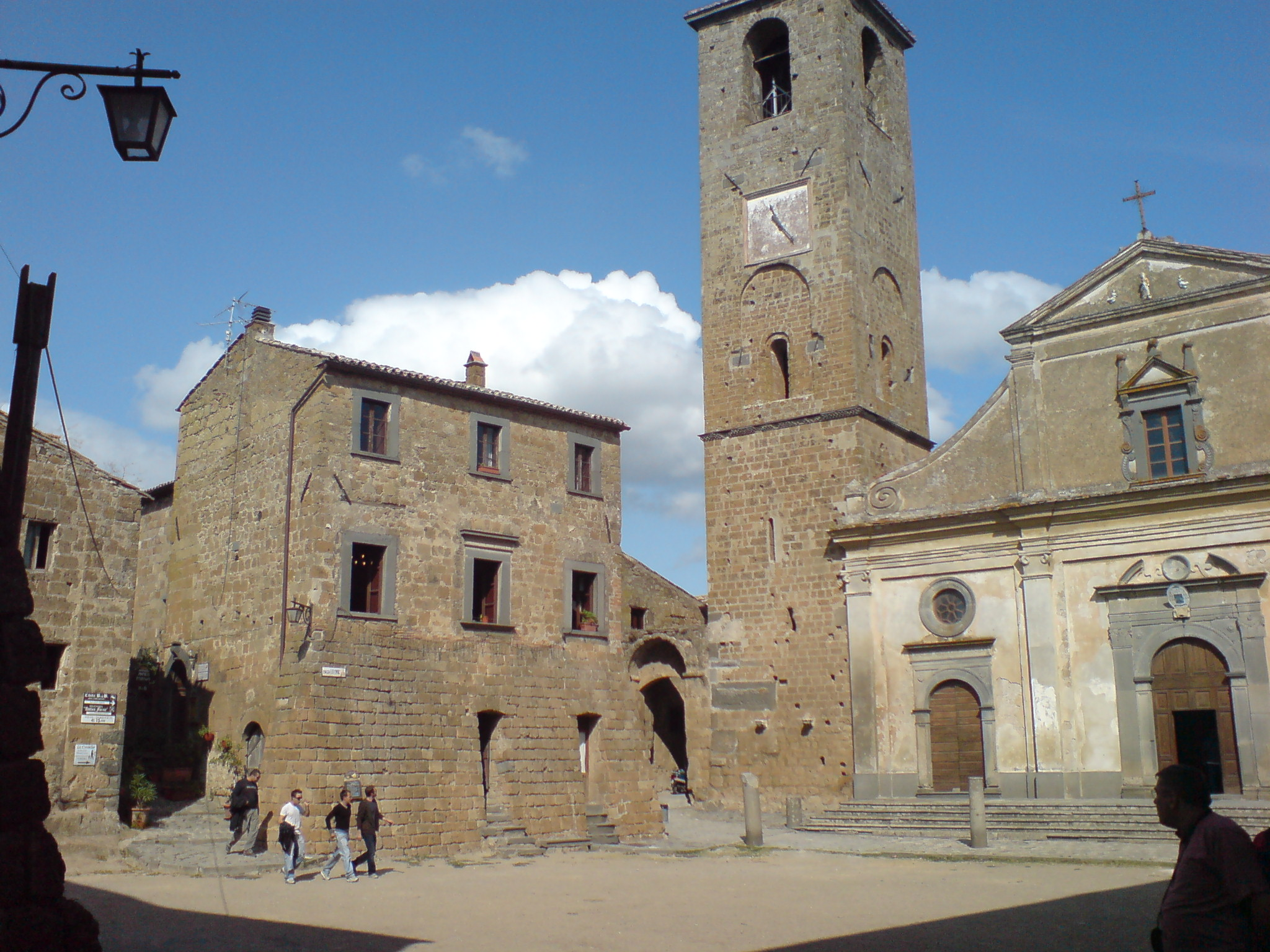
Центральна площа старого міста
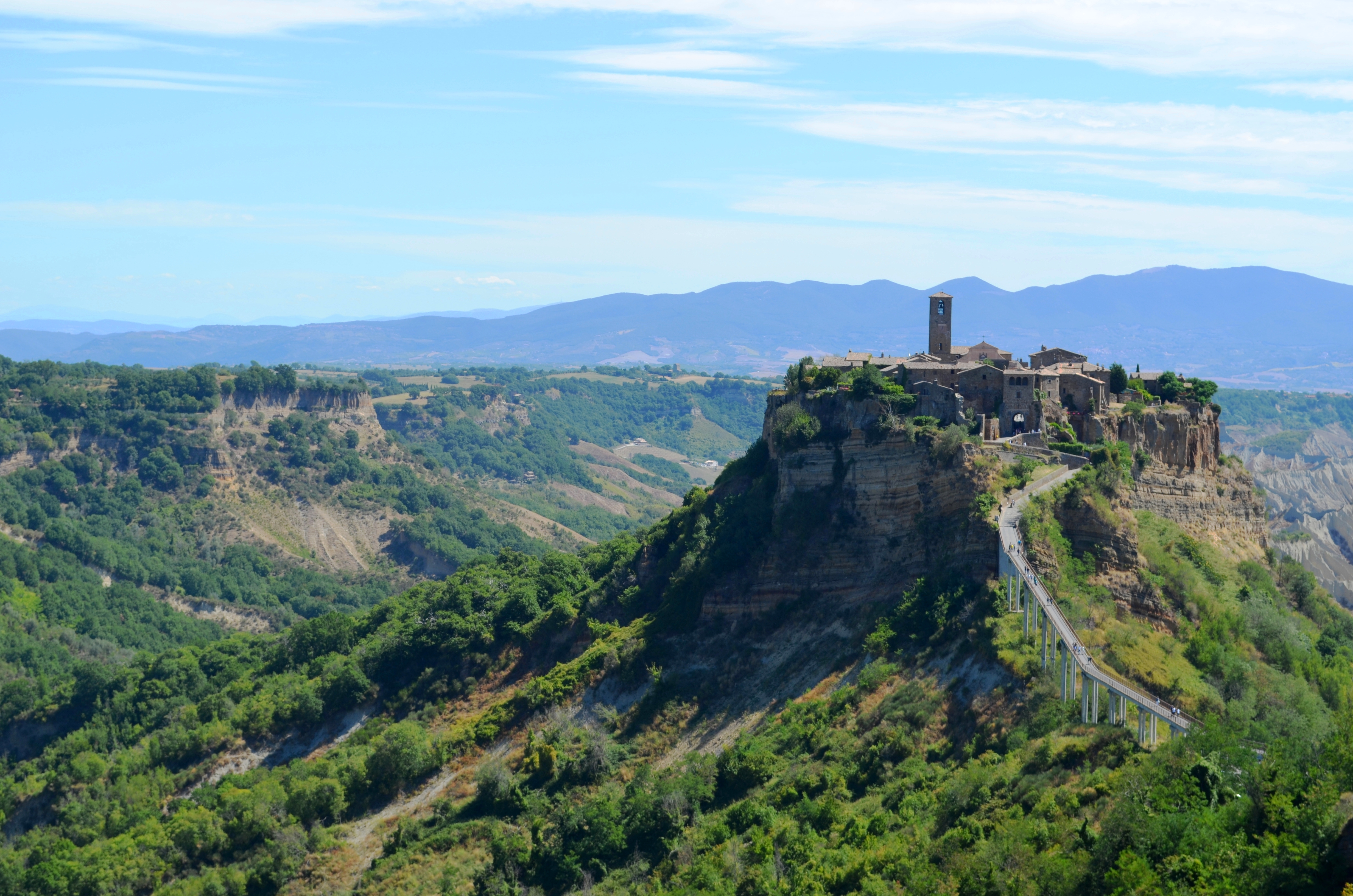
Панорама
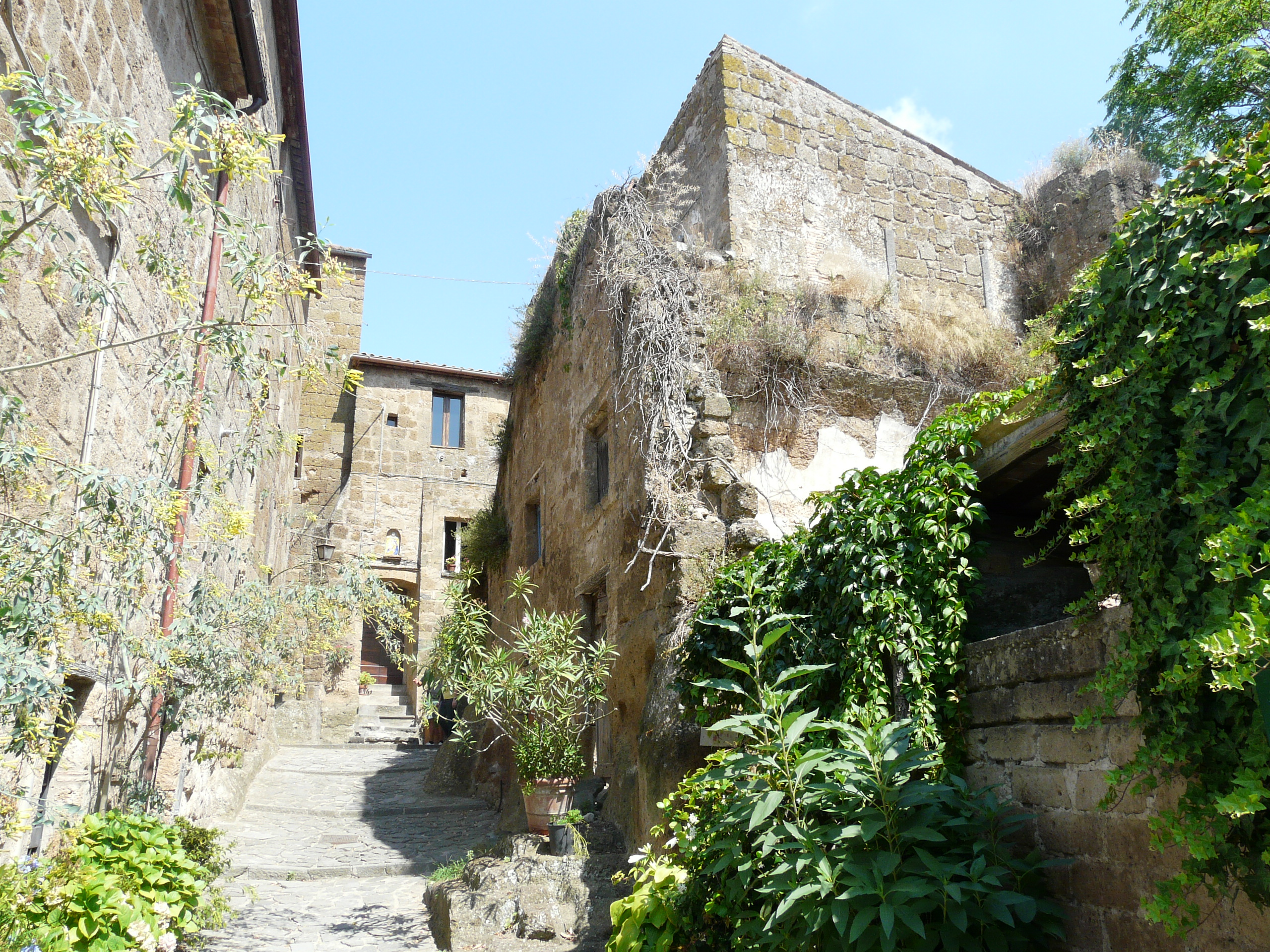
Старі будинки
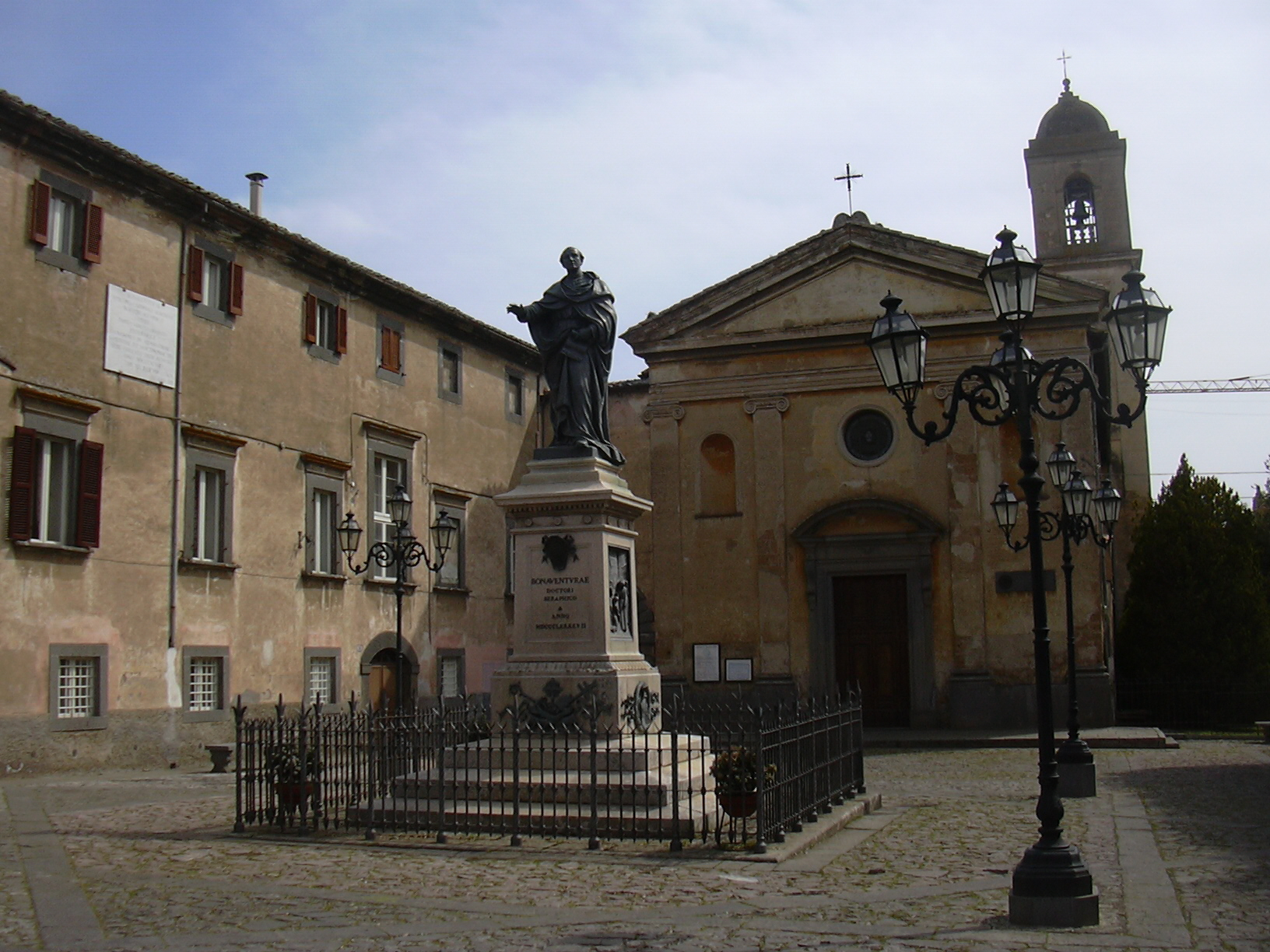
Вид на церкву Благовіщення у місті